# Tycherus bolivari
Tycherus bolivari là một loài tò vò trong họ Ichneumonidae.